# Dorchester (Nou Hampshire)
Dorchester és una població dels Estats Units a l'estat de Nou Hampshire. Segons el cens del 2000 tenia 353 habitants.

## Demografia
Segons el cens del 2000, Dorchester tenia 353 habitants, 132 habitatges, i 99 famílies. La densitat de població era de 3 habitants per km².
Dels 132 habitatges en un 35,6% hi vivien nens de menys de 18 anys, en un 59,8% hi vivien parelles casades, en un 9,8% dones solteres, i en un 25% no eren unitats familiars. En el 19,7% dels habitatges hi vivien persones soles el 6,1% de les quals corresponia a persones de 65 anys o més que vivien soles. El nombre mitjà de persones vivint en cada habitatge era de 2,67 i el nombre mitjà de persones que vivien en cada família era de 3,02.
Per edats la població es repartia de la següent manera: un 27,5% tenia menys de 18 anys, un 5,4% entre 18 i 24, un 26,3% entre 25 i 44, un 28,9% de 45 a 60 i un 11,9% 65 anys o més.
L'edat mediana era de 40 anys. Per cada 100 dones de 18 o més anys hi havia 95,4 homes.
La renda mediana per habitatge era de 40.833$ i la renda mediana per família de 42.292$. Els homes tenien una renda mediana de 35.000$ mentre que les dones 24.375$. La renda per capita de la població era de 18.940$. Entorn del 8,6% de les famílies i l'11,3% de la població estaven per davall del llindar de pobresa.